# Кубок Данії з футболу 1998—1999
Кубок Данії з футболу 1998–1999 — 45-й розіграш кубкового футбольного турніру в Данії. Титул вперше здобув Академіск БК.

## Календар
| Раунд           | Дата                                | Матчі | Клуби   |
| --------------- | ----------------------------------- | ----- | ------- |
| Перший раунд    | 16-17 червня 1998                   | 32    | 92 → 60 |
| Другий раунд    | 25 липня - 5 серпня 1998            | 20    | 60 → 40 |
| Третій раунд    | 12-18 серпня 1998                   | 14    | 40 → 26 |
| Четвертий раунд | 2-16 вересня 1998                   | 10    | 26 → 16 |
| 1/8 фіналу      | 23 вересня - 11 листопада 1998      | 8     | 16 → 8  |
| 1/4 фіналу      | 11 листопада 1998 - 17 березня 1999 | 4     | 8 → 4   |
| 1/2 фіналу      | 8/15-22 квітня 1999                 | 4     | 4 → 2   |
| Фінал           | 13 травня 1999                      | 1     | 2 → 1   |

## 1/8 фіналу
| Команда 1          | Рахунок | Команда 2    |
| ------------------ | ------- | ------------ |
| 23 вересня 1998    |         |              |
| Нествед (2)        | 1:7     | Академіск БК |
| Гернінг Фремад (2) | 1:2 дч  | Герфельге    |
| Есб'єрг (2)        | 1:3     | Ольборг      |
| Свеннборг (2)      | 0:3     | Копенгаген   |
| 28 жовтня 1998     |         |              |
| Сількеборг         | 5:1     | Орхус Фремад |
| 11 листопада 1998  |         |              |
| Люнгбю             | 1:0     | Вайле        |
| Оденсе (2)         | 1:0     | Орхус        |
| Віборг             | 0:3     | Брондбю      |

## 1/4 фіналу
| Команда 1         | Рахунок      | Команда 2  |
| ----------------- | ------------ | ---------- |
| 11 листопада 1998 |              |            |
| Сількеборг        | 2:1          | Герфельге  |
| Академіск БК      | 1:0 дч       | Копенгаген |
| 17 березня 1999   |              |            |
| Люнгбю            | 1:1 пен. 2:4 | Ольборг    |
| Оденсе (2)        | 1:3 дч       | Брондбю    |

## 1/2 фіналу
| Команда 1        | Заг. | Команда 2    | 1-й матч | 2-й матч |
| ---------------- | ---- | ------------ | -------- | -------- |
| 8/15 квітня 1999 |      |              |          |          |
| Сількеборг       | 1:3  | Ольборг      | 1:1      | 0:2      |
| 8/22 квітня 1999 |      |              |          |          |
| Брондбю          | 4:6  | Академіск БК | 4:4      | 0:2      |

## Фінал
| 13 травня 1999 |

| Академіск БК                | 2:1      | Ольборг         |
| --------------------------- | -------- | --------------- |
| А.Нільсен 42' Хермансен 73' | Протокол | Фредеріксен 59' |

| Паркен, Копенгаген Глядачів: 25 113 Арбітр: Ян Халд |